# محمد فتحي العلمي
محمد فتحي العلمي (مواليد 7 مارس 1998، لاعب كرة قدم قطري يجيد اللعب في مركز الدفاع.
لعب سابقاً مع نادي قطر ونادي مسيمير.